# Radafalva
Radafalva (németül: Rudersdorf) mezőváros Ausztriában Burgenland tartományban a Gyanafalvi járásban,

## Fekvése
Gyanafalvától 21 km-re északra, Németújvártól 20 km-re nyugatra a Lapincs bal partján a régi magyar határ mellett fekszik.
A kataszteri közösségek Dobrafalva és Rudersdorf.

## Története
Birtokosai a 13. században a Németújvári grófok voltak. A németújvári uradalomhoz tartozott. 1289-ben a németújvári viszály során rövid időre Albert osztrák herceg foglalta el. A Németújváriak kihalása után az uradalom királyi birtok lett. 1391-ben Luxemburgi Zsigmond király hívének Lévai Sárói Lászlónak adta. Ebben az oklevélben már az uradalomhoz tartozó öt mezőváros között szerepel. 1427-ben "Radolfalwa" néven említik. 1428-ban "Radalfalwa", 1451-ben "Radafalwa" néven szerepel a korabeli forrásokban. A középkorban királyi harmincadszedőhely és vámszedőhely volt.
A stájer határon álló vámszedőhelye miatt Pannónia kapujának is nevezték. 1428-ban Zsigmond király Sárói fiát Cseh Pétert erősítette meg az uradalom birtokában. 1459-ben Hunyadi Mátyás az uradalommal együtt hívének Újlaky Miklós erdélyi vajdának adta, majd 1524-ben az Újlakyak kihalásával II. Lajos király Batthyány Ferencnek adományozta.
1538-ban 42, 1548-ban 60, 1576-ban 58, 1588-ban 62, 1599-ben 60, 1634-ben 97 portát számláltak a településen. 1605-ben Bocskai hajdúi égették fel, 1622-ben Bethlen Gábor hadai pusztították el. 1643-ban 113 házában 658 lakosa élt.  1666-ban 134 háza volt 609 lakossal. 1720-ban 102, 1744-ben 215 házat számláltak a településen. 1787-ben 216 háza volt 1424 lakossal. 1802-ben lakói közül 618 katolikus és 230 luteránus volt. 1828-ban 244 házat és 1968 lakost számláltak itt. 1857-ben és 1863-ban tűzvész pusztította. 1856-ban 930 volt a katolikusok, 230 a luteránusok száma. A katolikusok 1928-ig Némethidegkút, a luteránusok 1783-ig Ókörtvélyes  plébániájához tartoztak.
Vályi András szerint " RADAFALVA. Rudersdorf. Elegyes tót falu Vas Vármegyében, földes Ura Gr. Batthyáni Uraság, lakosai katolikusok, fekszik Hidegkút mellett, mellynek filiája, földgye termékeny, legelője elég, fája is van mind a’ kétféle, réttyei jó neműek, határját néha az áradások megöntik, Stájer Országhoz közel fekszik, a’ hol keresetre módgyok van, első osztálybéli."
Fényes Elek szerint " Radafalva, Rudersdorf, német falu, Vas vgyében, a németujvári uradalomban, a Lapincs mellett, 945 kath., 253 evang. lakossal. – Határa első osztálybeli; van buzája, kukoriczája, kendere, dohánya, bora, gyümölcse, fája. Ut. p. Rába-Keresztúr."
Vas vármegye monográfiája szerint " Radafalva nagy német község, 189 házzal és 1683 r. kath. és ág. ev. vallású lakossal. Postája helyben van, távírója Szt.-Gotthárd. A körjegyzőség székhelye. A község a stájer határszélen, a Lapincs folyó mentén fekszik. A Rákóczi-féle felkelés alatt elpusztították, de ismét felépült. A község elején gróf Korniss Gáspárnénak csinos kastélya van. A németujvári uradalomhoz tartozott."
1910-ben 2456 lakosa volt, ebből 2361 német, 68 magyar, 27 egyéb nemzetiségű. A trianoni békeszerződésig Vas vármegye Szentgotthárdi járásához tartozott. 1921-ben Ausztria Burgenland tartományának része lett. Katolikus plébániáját 1928-ban alapították. 1971-ben közigazgatásilag Dobrafalvát csatolták hozzá.
2001-ben 2089 lakosából 2027 német, 25 magyar, 5 horvát, 4 cigány, 28 egyéb nemzetiségű volt.

## Nevezetességei
- Szent Flórián tiszteletére szentelt római katolikus temploma 1862-ben épült, berendezése 19. század végi neoromán stílusú.
- Óratornyos evangélikus imaháza 1896-ban épült.
- Szent Antal-oszlop.
- A Batthyány-Sattler kastélyt 1750-ben építtette gróf Batthyány Imre. Eredetileg kúria volt, majorsággal. 1890-ben két saroktornyot építettek a kastélyhoz. 1917-ben a kastélyt Karl és Hermann Sattler kereskedők vásárolták meg. 1920 óta a textilgyár szövödéje működik benne.

## Híres emberek
Itt született 1859. november 5-én Kohl Medárd bencés szerzetes, gimnáziumi tanár, címzetes szamosztatai püspök, Vaszary Kolos hercegprímás titkára.

## Külső hivatkozások
- Radafalva weboldala
- Radafalva a dél-burgenlandi települések honlapján
- Burgenland településeinek történeti lexikona
- Magyar katolikus lexikon
- Várszentmiklós honlapja
- Geomix.at
- Az USV Rudersdorf sportklub honlapja